# Темпл (Џорџија)
Темпл (Џорџија) (енгл. Temple) град је у америчкој савезној држави Џорџија. По попису становништва из 2010. у њему је живело 4.228 становника.

## Демографија
Према попису становништва из 2010. у граду је живело 4.228 становника, што је 1.845 (77,4%) становника више него 2000. године.
| Група             | 2000.         | 2010.         |
| Белци             | 1.983 (83,2%) | 3.031 (71,7%) |
| Афроамериканци    | 327 (13,7%)   | 948 (22,4%)   |
| Азијати           | 4 (0,2%)      | 16 (0,4%)     |
| Хиспаноамериканци | 43 (1,8%)     | 145 (3,4%)    |
| Укупно            | 2.383         | 4.228         |